# Баба-Гур-Гур

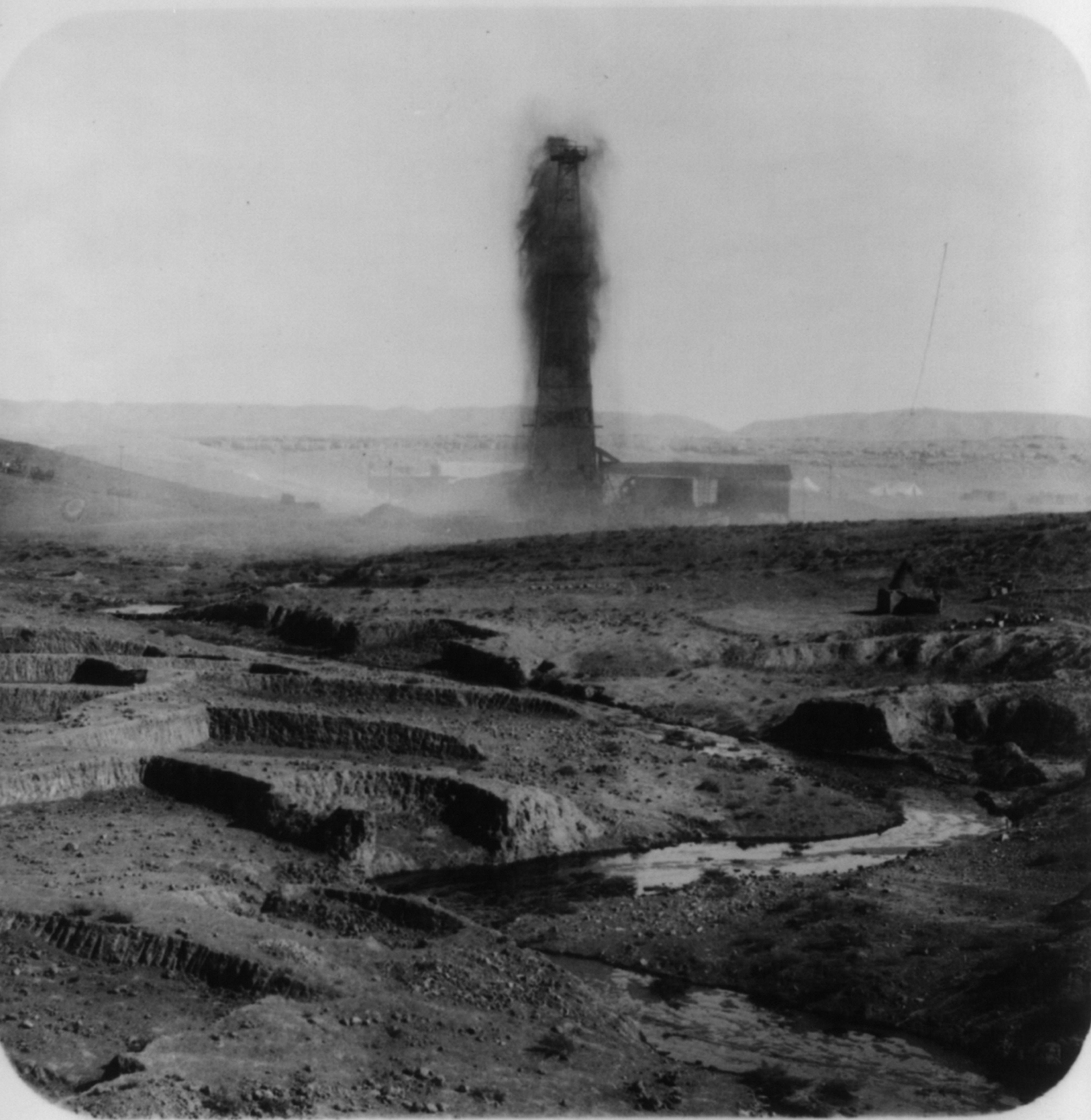
Нафтовий фонтан на свердловині «Баба-Гур-Гур № 1» поблизу Кіркука — відкриття одного з найбільших нафтових родовищ світу (1927)

Баба-Гур-Гур (араб. بابا كركر; курд. بابه ‌گوڕگوڕ) — велике нафтове родовище біля міста Кіркук, відкрите в 1927 р. Видобутком нафти зараз займається Іракська нафтова компанія.
На фото — вічна пожежа на родовищі Баба-Гур-гур.

## Опис
Це нафтове родовище вважалося найбільшим доти, доки не було відкрито родовище Аль-Гавар в Саудівській Аравії в 1950-х. Баба-Гургур лежить за 16 км на північний захід від Кіркука і стало відомим через Вічну пожежу (араб. النار الازلية), яка знаходиться в середині родовища.
Вічна пожежа в нафтовому родовищі Баба-Гургур, за середніми оцінками, триває більш як 4000 років. Ця пожежа в стародавні часи була описана Геродотом і Плутархом.
Також вважається, що цар Навуходоносор наказав кинути трьох юдейських юнаків саме в вогонь Вічної пожежі через те, що вони відмовилися поклонятися ідолу. Через постійну пожежу й виділення сірководню туристам не рекомендують перебувати біля Вічної пожежі дуже довго.